# Le Plan-de-la-Tour
Le Plan-de-la-Tour, dénommé jusqu'au 3 octobre 2008 Plan-de-la-Tour, est une commune française située dans le département du Var en région Provence-Alpes-Côte d'Azur. Ses habitants sont les Plantourians et les Plantouriannes.

## Géographie

### Localisation
Située à 9 km de la mer, les communes les plus proches sont Sainte-Maxime 9 km, La Garde-Freinet 11 km, Grimaud 13 km, Vidauban 14 km, Cogolin14 km, Saint-Tropez 19 km dont les 4 premières cités ci-dessus sont les fournisseuses officielles du foncier originel de la commune dénommé initialement Plan de la Tour en 1792 date de création connu du 26 mai

### Hameaux
Le Plan-de-la-Tour est composé de 26 hameaux environ, dont le Revest, les Gastons, le Préconil, Les Brugassières, Prat Bourdin, Courrero, Les Ricard, Vallaury, Les Vayacs, Les Bassinets, Le Plan, Gambade, Les Près, Les Pierrons, (lotissement) la Buon Aïgo, les Marcels, le Vernet et le hameau de Coriolan (qui n'a de hameau que son intitulé commercial, car cette résidence ne constitue pas foncièrement les caractéristiques précisées aux termes du code de l'urbanisme).
Le hameau d'Emponse fut trop proche du centre du village et avec l'urbanisation galopante, il fut englobé dans ce dernier, commuant son titre de hameau en quartier.
D'autres ont été la proie de propriétaire capitalisant l'intégralité des parcelles du hameau, perdant de fait leur particule et se transformant en propriété privée comme les anciens hameaux Reverdi, Bagarry, Les Claudins, Les Martins, Gassine, Les Pignols.

### Géologie et relief
Le Granite de l'Hermitan, Leucocrate de Camarat, la Rhyolite.
- Massif des Maures,
- Golfe de Saint-Tropez.

### Sismicité
Zone de sismicité Faible.

### Hydrographie et les eaux souterraines
Cours d'eau sur la commune ou à son aval :
- rivière le Préconil ;
- vallons de Sartouresse, du Revest, du Cours du Pey, des Prés ;
- ruisseau de Langastoua, d'Emponse, le Gourier[7], du Plan, des Mûres ;
- vallat le Marri Ruisseau ;
- ravin du Nartassier.

Le Plan-de-la-Tour dispose d'une station d'épuration d'une capacité de 5 000 équivalent-habitants.

### Climat
Pour des articles plus généraux, voir Climat de Provence-Alpes-Côte d'Azur et Climat du Var.
En 2010, le climat de la commune est de type climat méditerranéen franc, selon une étude du Centre national de la recherche scientifique s'appuyant sur une série de données couvrant la période 1971-2000. En 2020, Météo-France publie une typologie des climats de la France métropolitaine dans laquelle la commune est exposée à un climat méditerranéen et est dans la région climatique Var, Alpes-Maritimes, caractérisée par une pluviométrie abondante en automne et en hiver (250 à 300 mm en automne), un très bon ensoleillement en été (fraction d’insolation > 75 %), un hiver doux (8 °C) et peu de brouillards.
Pour la période 1971-2000, la température annuelle moyenne est de 15,4 °C, avec une amplitude thermique annuelle de 14,9 °C. Le cumul annuel moyen de précipitations est de 954 mm, avec 6,6 jours de précipitations en janvier et 1,6 jours en juillet. Pour la période 1991-2020, la température moyenne annuelle observée sur la station météorologique de Météo-France la plus proche, « Cogolin_sapc », sur la commune de Cogolin à 10 km à vol d'oiseau, est de 15,6 °C et le cumul annuel moyen de précipitations est de 958,0 mm. 
La température maximale relevée sur cette station est de 42 °C, atteinte le 22 août 2023 ; la température minimale est de −9,5 °C, atteinte le 30 décembre 2005,,.
Les paramètres climatiques de la commune ont été estimés pour le milieu du siècle (2041-2070) selon différents scénarios d'émission de gaz à effet de serre à partir des nouvelles projections climatiques de référence DRIAS-2020. Ils sont consultables sur un site dédié publié par Météo-France en novembre 2022.

## Urbanisme

### Typologie
Au 1er janvier 2024, Le Plan-de-la-Tour est catégorisée bourg rural, selon la nouvelle grille communale de densité à sept niveaux définie par l'Insee en 2022.
Elle appartient à l'unité urbaine de Le Plan-de-la-Tour, une unité urbaine monocommunale constituant une ville isolée,. Par ailleurs la commune fait partie de l'aire d'attraction de Sainte-Maxime, dont elle est une commune de la couronne,. Cette aire, qui regroupe 2 communes, est catégorisée dans les aires de moins de 50 000 habitants,.

### Occupation des sols
L'occupation des sols de la commune, telle qu'elle ressort de la base de données européenne d’occupation biophysique des sols Corine Land Cover (CLC), est marquée par l'importance des forêts et milieux semi-naturels (69,3 % en 2018), en diminution par rapport à 1990 (72 %). La répartition détaillée en 2018 est la suivante : 
milieux à végétation arbustive et/ou herbacée (43,5 %), forêts (25,8 %), zones agricoles hétérogènes (17,7 %), cultures permanentes (8,5 %), zones urbanisées (4,6 %). L'évolution de l’occupation des sols de la commune et de ses infrastructures peut être observée sur les différentes représentations cartographiques du territoire : la carte de Cassini (XVIIIe siècle), la carte d'état-major (1820-1866) et les cartes ou photos aériennes de l'IGN pour la période actuelle (1950 à aujourd'hui).

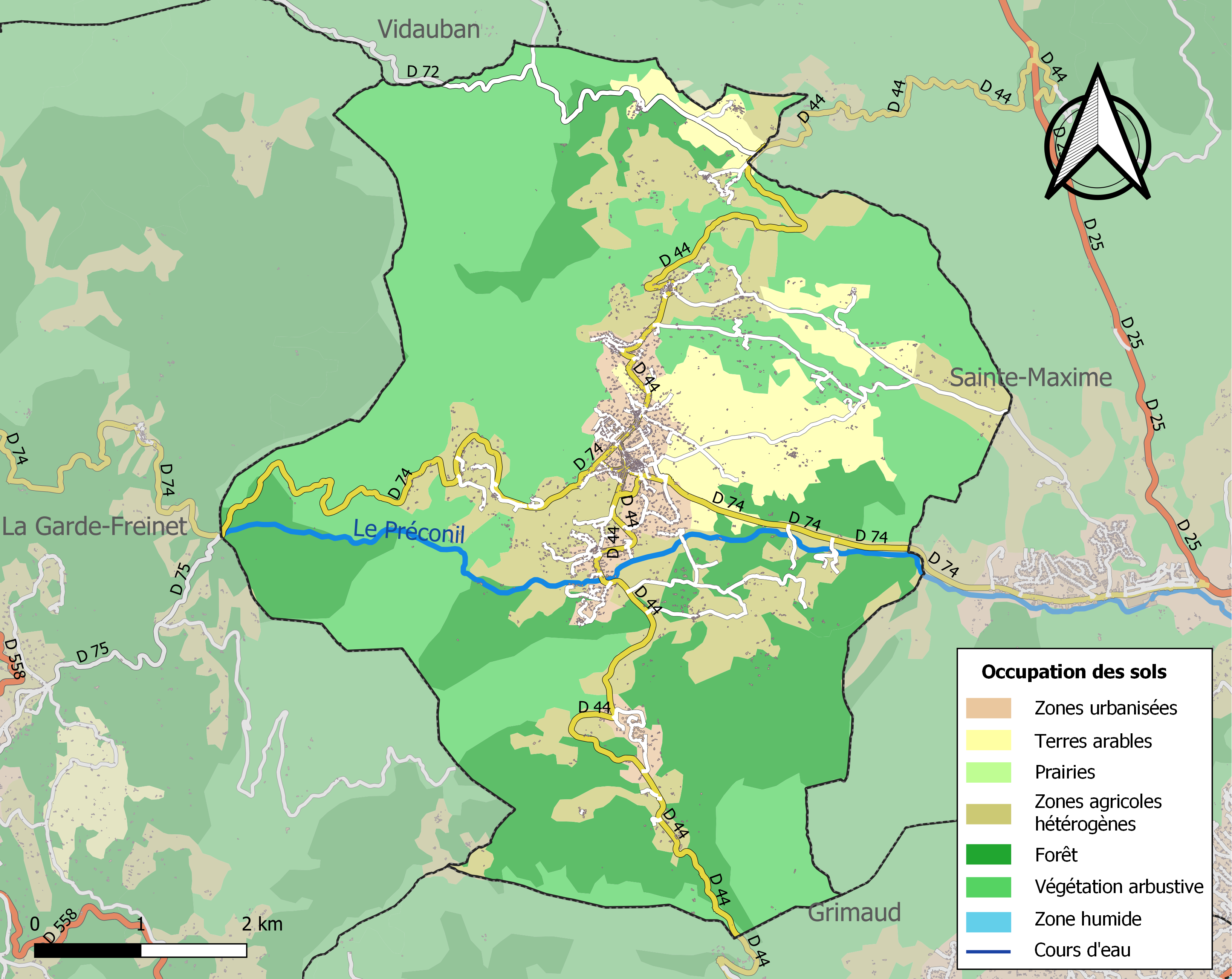
Carte des infrastructures et de l'occupation des sols de la commune en 2018 (CLC).

### Voies de communications et transports

#### Voies routières
- Commune desservie par les départementales 44 et 74.

#### Transports en commun
- Transport en Provence-Alpes-Côte d'Azur

La commune est desservie par le réseau départemental Varlib.

#### Lignes SNCF
- La gare la plus proche se trouve à  gare des Arcs - Draguignan, à 28 km,

## Histoire
Isolée par les difficultés d'accès liées à son relief et, également, par l'insécurité qui frappait les rivages de la mer, l'actuelle vallée du Préconil, autrefois connue sous le nom de Val d'Avignon, est restée longtemps inhabitée ou peu habitée. Au XVIe siècle, dans ces grands espaces, près des points d'eau intarissables pendant la longue période de sécheresse de l'été, apparaissent quelques bastides destinées à répondre aux exigences de la vie agricole, forestière et familiale. Ces bastides, progressivement, deviendront des hameaux regroupant, initialement, les descendants d'une même famille. C'est là le germe du type de société qui s'est perpétué, dans le respect des traditions, et qui s'est longtemps exprimé dans un paysage rural inséparable de la société qui l'avait créé.
L'un de ces hameaux, Saint-Martin, le centre de l'actuel village, deviendra le chef-lieu de fait, puis de droit, de la communauté qui, depuis le XVIe siècle, s'est fixée sur des lieux géographiques communs.
En Provence, d'une manière générale, les limites des communes sont celles des anciennes seigneuries. Tel n'est pas le cas du Plan-de-la-Tour qui regroupe trois quartiers relevant, chacun, sous l'Ancien Régime, d'unités féodales différentes. Ils sont pourtant connus sous ce toponyme apparu à la fin du XVe siècle. Il y vit une population qui, par la géographie des lieux et sa manière de vivre, a le sentiment d'être solidaire dans le droit de s'administrer elle-même.
La plus grande partie de cette population s'est fixée dans la haute vallée ou se trouvent les hameaux de Saint-Martin, Préconil, le Vernet, les Pennes, les Pierrons, Prat-l'Estagnol, Valauri et Emponse. Le hameau de Saint-Martin, où ont été édifiés, en 1723, l'église et le cimetière, préfigure, on l'a dit, le chef-lieu. À la veille de la Révolution, les habitants de ces lieux, administrativement rattachés à La Garde-Freinet, sont remarquablement structurés et comptent « trois maîtres en chirurgie et des artisans de presque toutes espèces ». Les chroniqueurs les plus autorisés de l'époque écrivent que les paysans de ce quartier sont laborieux et hardis, actifs pour le commerce et religieux.
La deuxième partie de la communauté est constituée par le Haut Quartier de Saint-Pierre de Miramas et recouvre les hameaux de Prat-Bourdin, le Plan, Bagarri et Gassine. Elle est rattachée à Sainte-Maxime ainsi que le hameau du Revest qui perpétue le nom de ce fief supprimé pendant la Révolution.
Les cérémonies du bicentenaire seront des images. Mais elles exprimeront les secrètes affinités d'une réalité matérielle avec la croyance dans les libertés urbaines chèrement acquises, on va le voir, par nos ancêtres. Cette communauté, en effet, revendiquait le simple droit de se gouverner elle-même. Mais ce droit ne lui était nullement reconnu et il existe aujourd'hui parce qu'il a été arraché, de haute lutte, par les habitants des lieux où nous vivons.
Dans le courant du XVIIIe siècle, ces habitants forment une communauté qui prend conscience d'elle-même. La crise d'émancipation qui l'anime se cristallise, dans l'État officiellement catholique de l'époque, autour de l'épineuse question de l'érection d'une paroisse à Saint-Martin simple succursale de la Moure. Cette tentative échoue. Elle est reprise, pendant la Révolution, et le 11 juillet 1790 les citoyens actifs de Saint-Martin du Plan-de-la-Tour se réunissent dans l'église et se proclament indépendants de la Garde du Freinet. Depuis toujours, La Garde-Freinet manifestait une opposition farouche à la sécession. Un incident est significatif du climat dans lequel se déroulaient les événements. La décision ayant été prise, par le Directoire de Fréjus, de faire prêter serment, en 1792 au vicaire Pelloquin, desservant de la succursale de Saint-Martin, les administrateurs de la Garde-Freinet soutenaient qu'il leur appartenait de recevoir ce serment, ce que niaient les habitants du Plan-de-la-Tour. Un huissier fut commis pour signifier l'acte. À son retour il fit connaître que « les habitants étaient beaucoup émeutés contre la municipalité de La Garde-Freinet et que les représentants de celle-ci ne pouvaient se déplacer sans danger, à Saint-Martin, pour y recevoir le serment de l'abbé ».
Après maintes difficultés, la commune sera officiellement créée le 26 mai 1792 par une décision du Directoire du Var siégeant à Brignoles. Paradoxalement, elle laissera hors de ses limites le quartier du Plan qui lui a donné son nom et qui, partie intégrante de Sainte-Maxime, ne lui sera rattaché que plus tard. Enfin, le procès-verbal de division et de limitation des territoires entre la commune du Plan-de-la-Tour et La Garde-Freinet ne sera établi que le vingt neuvième jour de fructidor an IV de la République (1796).

## Politique et administration

### Liste des maires
| Période                                  | Période   | Identité           | Étiquette  | Qualité |
| ---------------------------------------- | --------- | ------------------ | ---------- | --- |
| Les données manquantes sont à compléter. |           |                    |            | |
| 1904                                     | 1919      | Philibert Perrin   |            | |
| 1919                                     | 1941      | Victorin Bransiec  | Socialiste | Ouvrier bouchonnier |
| 1941                                     | 1944      | Dr Charles Treuvey |            | Délégation spéciale |
| 1944                                     | 1945      | Jean Guiraud       |            | Président de la délégation municipale |
| 1945                                     | 1947      | Georges Gautier    |            | |
| 1947                                     | 1991      | Marcel Aumeran     |            | Plus vieux Maire de France entre 1989 et jusqu'à sa mort qui est intervenu en cours de Mandat. Fils de Napoléon AUMERAN https://maitron.fr/spip.php?article91532                                                  |
| 1991                                     | juin 1995 | Pierre Jaudel      |            | Exploitant agricole |
| juin 1995                                | juin 2020 | Florence Lanliard  | DVD        | Propriétaire viticole, artiste peintre 9e vice-présidente de la CC du Golfe de Saint-Tropez (2014 → 2020) Chevalier de la Légion d'honneur (2017), citoyenne d'honneur de la commune Réélue en 2001, 2008 et 2014 |
| juin 2020                                | En cours  | Laurent Giubergia  |            | Plombier 8e vice-président de la CC du Golfe de Saint-Tropez (2020 → ) |

### Intercommunalité
La commune est membre de la Communauté de communes du golfe de Saint-Tropez

### Budget et fiscalité 2021
En 2021, le budget de la commune était constitué ainsi :
- total des produits de fonctionnement : 3 503 000 €, soit 1 173 € par habitant ;
- total des charges de fonctionnement : 2 993 000 €, soit 1 002 € par habitant ;
- total des ressources d’investissement : 1 335 000 €, soit 447 € par habitant ;
- total des emplois d’investissement : 508 000 €, soit 170 € par habitant.
- endettement : 717 000 €, soit 240 € par habitant.

Avec les taux de fiscalité suivants :
- taxe d’habitation : 18,99 % ;
- taxe foncière sur les propriétés bâties : 29,28 % ;
- taxe foncière sur les propriétés non bâties : 64,95 % ;
- taxe additionnelle à la taxe foncière sur les propriétés non bâties : 0 % ;
- cotisation foncière des entreprises : 0 %

Chiffres clés Revenus et pauvreté des ménages en 2020 : Médiane en 2020 du revenu disponible, par unité de consommation : 22 370 €.

## Population et société

### Démographie

#### Évolution démographique
L'évolution du nombre d'habitants est connue à travers les recensements de la population effectués dans la commune depuis 1793. Pour les communes de moins de 10 000 habitants, une enquête de recensement portant sur toute la population est réalisée tous les cinq ans, les populations de référence des années intermédiaires étant quant à elles estimées par interpolation ou extrapolation. Pour la commune, le premier recensement exhaustif entrant dans le cadre du nouveau dispositif a été réalisé en 2004.

En 2022, la commune comptait 3 068 habitants, en évolution de +13,04 % par rapport à 2016 (Var : +4,98 %, France hors Mayotte : +2,11 %).
| 1793  | 1800  | 1806 | 1821  | 1831  | 1836  | 1841  | 1846  | 1851  |
| ----- | ----- | ---- | ----- | ----- | ----- | ----- | ----- | ----- |
| 1 050 | 1 040 | 999  | 1 163 | 1 086 | 1 106 | 1 108 | 1 388 | 1 513 |

| 1856  | 1861  | 1866  | 1872  | 1876  | 1881  | 1886  | 1891  | 1896  |
| ----- | ----- | ----- | ----- | ----- | ----- | ----- | ----- | ----- |
| 1 527 | 1 541 | 1 509 | 1 453 | 1 506 | 1 361 | 1 308 | 1 189 | 1 083 |

| 1901  | 1906  | 1911  | 1921 | 1926 | 1931 | 1936 | 1946 | 1954 |
| ----- | ----- | ----- | ---- | ---- | ---- | ---- | ---- | ---- |
| 1 023 | 1 003 | 1 015 | 822  | 908  | 891  | 811  | 697  | 746  |

| 1962 | 1968  | 1975  | 1982  | 1990  | 1999  | 2004  | 2006  | 2009  |
| ---- | ----- | ----- | ----- | ----- | ----- | ----- | ----- | ----- |
| 820  | 1 036 | 1 260 | 1 448 | 1 991 | 2 380 | 2 524 | 2 700 | 2 859 |

| 2014  | 2019  | 2022  | - | - | - | - | - | - |
| ----- | ----- | ----- | - | - | - | - | - | - |
| 2 666 | 3 048 | 3 068 | - | - | - | - | - | - |

### Enseignement
- École maternelle[35] et primaire,
- Établissements d'enseignement secondaire proches :
  - collèges à Sainte-Maxime, Cogolin, Gassin[36],
  - lycées aux Arcs, au Muy, à Fréjus et à Gassin.

### Santé
- Professionnels et établissements de santé : médecins[37], pharmacie[38].
- Maison médicale proche[39].

### Cultes
- Culte catholique, diocèse de Fréjus-Toulon, paroisse Saint-Martin[40].

## Économie

### Entreprises et commerces

#### Agriculture
- Coopérative vinicole Les Fouleurs de Saint Pons[41],[42],[43].

#### Tourisme
- Restaurants[44].
- Camping, chambres d'hôtes[45].

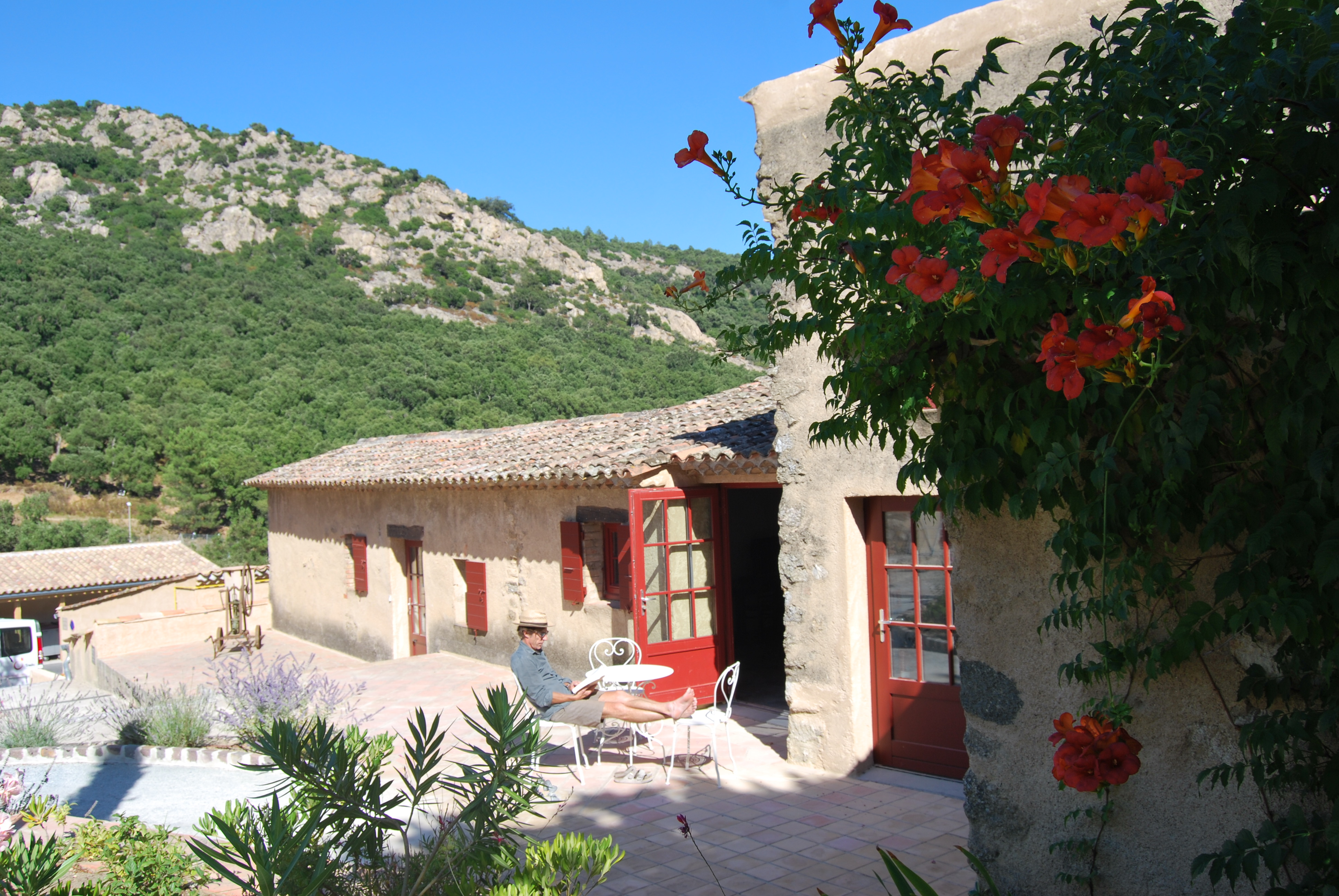
Villages Clubs du Soleil Le Reverdi.

- Villages Clubs Du Soleil Le Reverdi[46].

#### Commerces et services
- Commerces et entreprises de proximité
  - Boucherie charcuterie, épicerie, coiffure, etc.

## Culture locale et patrimoine

### Lieux et monuments

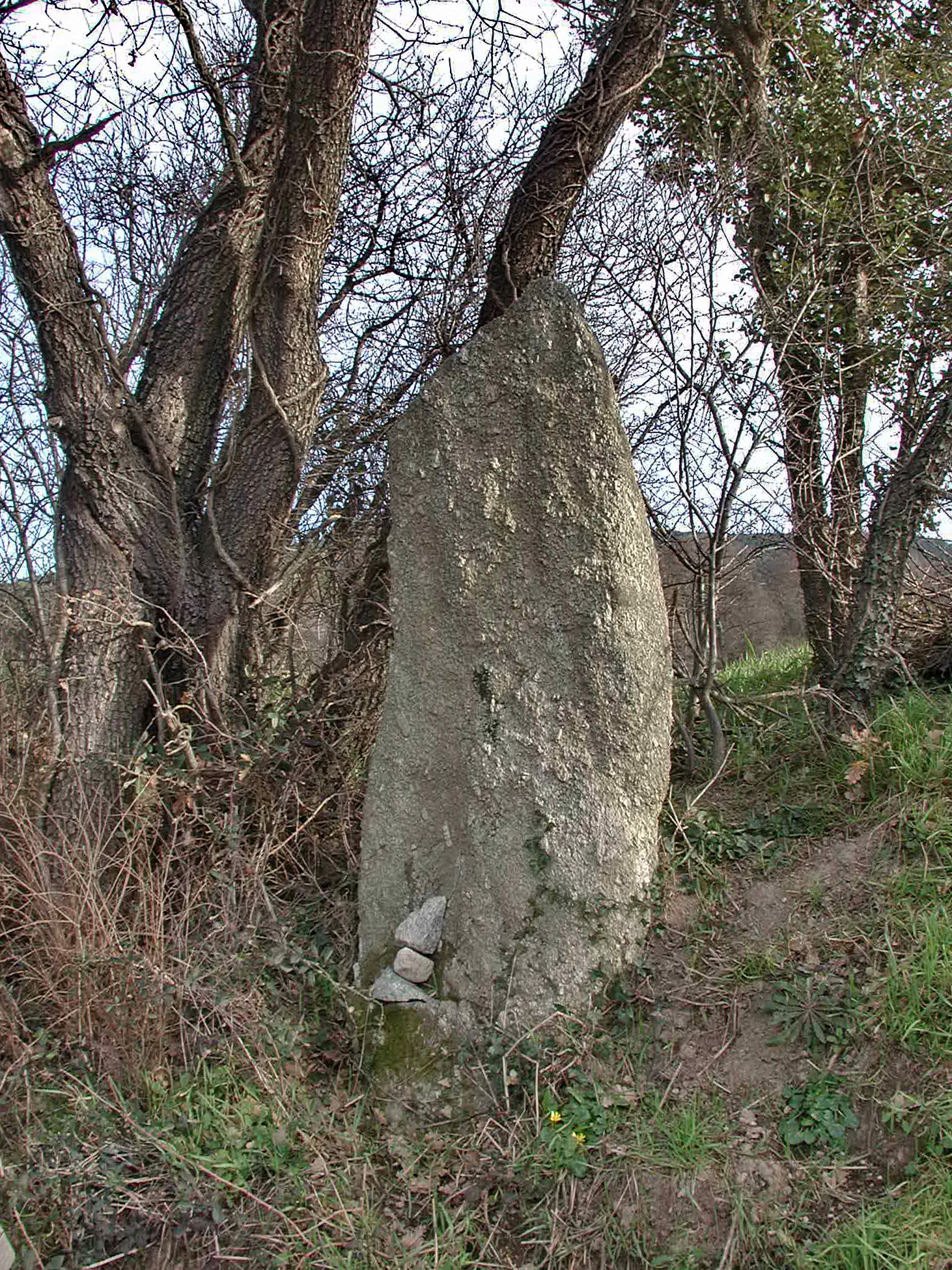
Menhir de Pra-Bourdin.
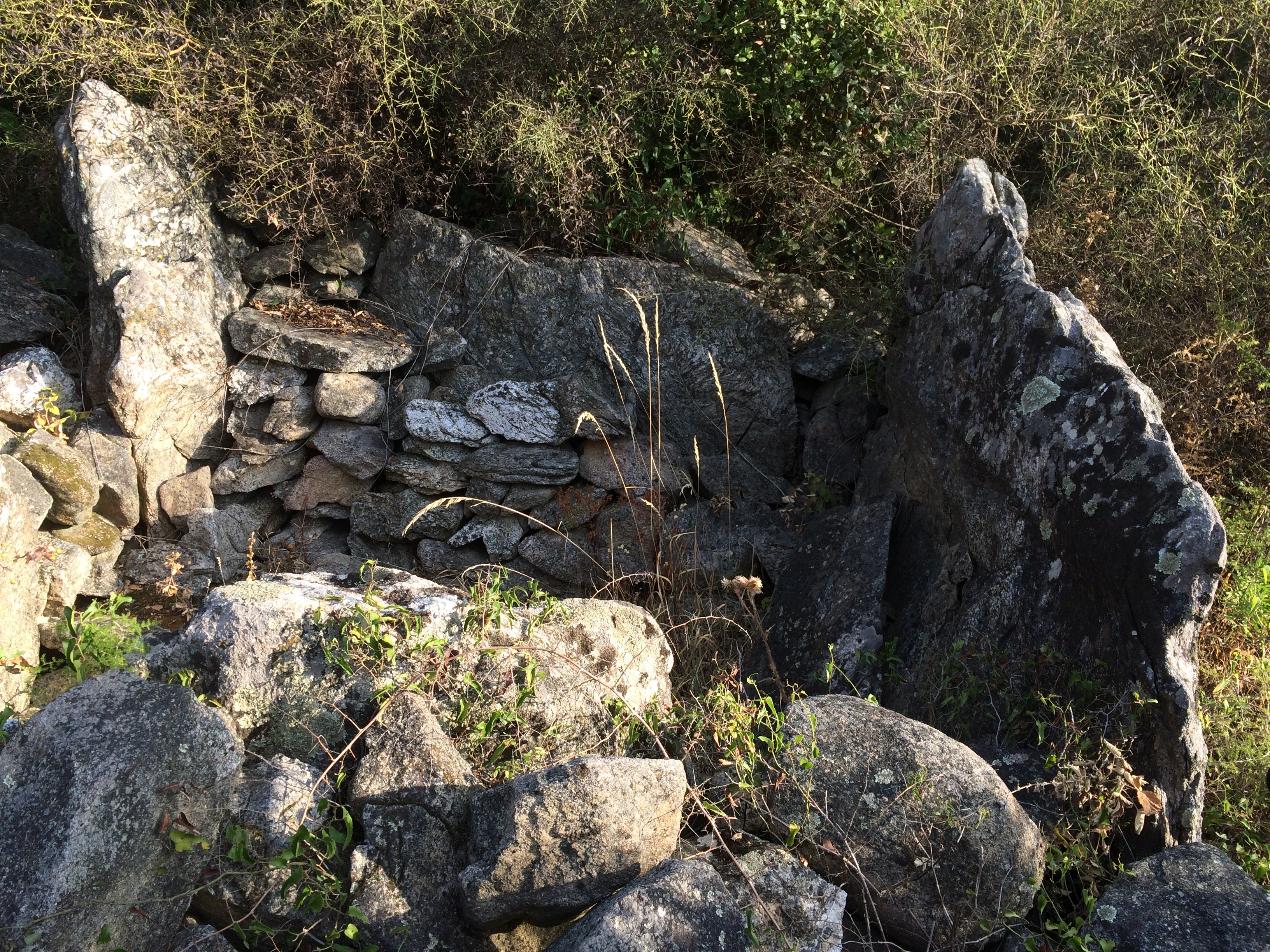
Dolmen Saint-Sébastien.
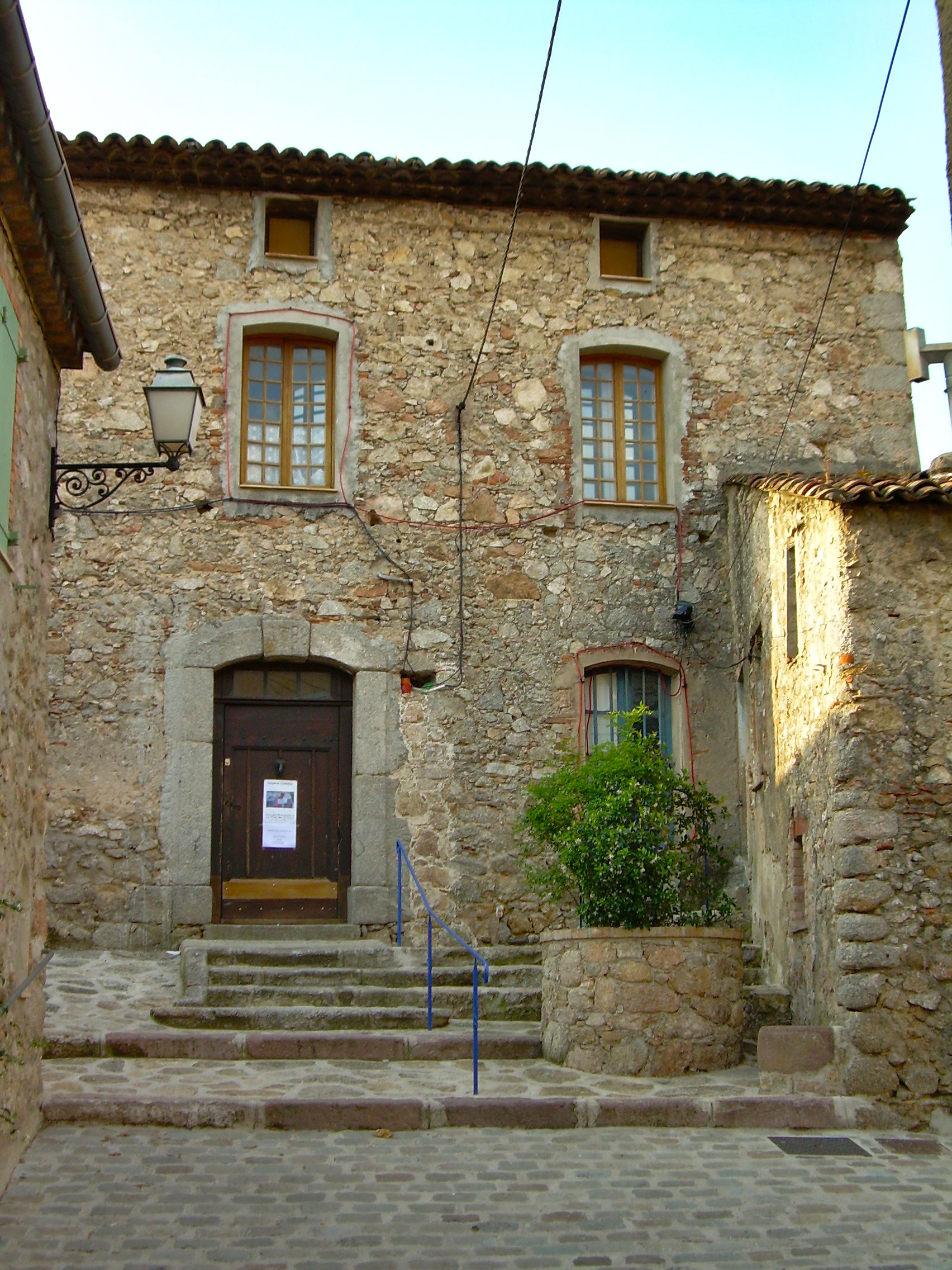
Ancien presbytère : salle d'expositions.

- Oppidum de San Peire[47],[48] ;
- Menhir néolithique final de Prat-Bourdin[49] ;
- Dolmens de Saint-Sébastien (Saint Sébastien (martyr))[50] ;
- Ancienne école édifiée en 1860, restaurée en 2007 et aujourd'hui siège de la mairie ;
- Fontaine du quartier Saint-Martin ;
- Office de tourisme[51] ;
- Ruines du château[52] ;
- la tour Paulety[53] ;
- Le four banal.

Patrimoine religieux :
- Église Saint-Martin construite à la fin du XVIIIe siècle, et son campanile inaugurée le 28 août 1921[54],[55];
- Chapelle Saint-Pierre-de-Miramas[56],[57] ;
- Ancien presbytère, place Clemenceau ;
- Monuments commémoratifs :
  - Monument aux morts[58],
  - Plaque commémorative dans l'église.

#### Monument classé au titre des monuments historiques
- Le Rêve de l'oiseau, 1968-1971, ensemble architectural de Niki de Saint Phalle[59],comprenant une Nana-maison, Big Clarice (hauteur 7 mètres), une Sorcière, et "Le Rêve de l'oiseau construit par Niki de Saint Phalle en collaboration avec Rainer von Hessen (metteur en scène allemand) et Jean Tinguely, sculpteur, dans la forêt varoise de la commune du Plan-de-la-Tour classé au titre des monuments historiques par arrêté du 16 avril 2008[60]. Le terrain a été modelé, en étages, pour accueillir les bâtiments[61].

### Personnalités liées à la commune
- Emma Becker habite une maison du village  depuis 2019[62]
- Rainer von Hessen, né en 1939 à Kronberg im Taunus, également appelé Rainer von Diez dans le milieu du spectacle, est un metteur en scène allemand. Il appartient à la maison de Hesse. Il possède le terrain dans la forêt sur la commune du Plan-de-la-Tour, sur lequel il a travaillé avec Niki de Saint Phalle à la construction du Rêve de l'oiseau.
- Niki de Saint Phalle, créatrice d'œuvre dénommé le rêve de l'oiseau en collaboration avec Jean Tinguely ainsi que Rainier de Hesse-Cassel et qui est  toujours visible depuis la route.
- Johnny Depp et Vanessa Paradis[63] y possèdent une propriété[64], sur un terrain de quinze hectares[65]. Le clip de la chanson Pourtant (album Bliss), de Vanessa Paradis, réalisé par Johnny Depp (sous le pseudonyme de Richard Mudd), est tourné dans les jardins de leur propriété.
- La famille Berthier, héritière, par alliance, de la comtesse Wratislaw, y possède trois villas familiales.
- Le cinéaste Paul Vecchiali s'y installe en 2006 et y réalise les films Les Gens d'en-bas, Retour à Mayerling et d'autres par la suite. Il est inhumé au cimetière communal.
- Léon Spariat y est curé du 16 janvier 1903 au 1er août 1908 et ce fût un musicien, un poète provençal, un félibrige qui a écrit de nombreux ouvrages en provençal dont le « Tintourleto » au Plan-de-laTour.
- Jean Aicard, célèbre académicien, appréciait le village . D’ailleurs il s’est fortement inspiré de Monsieur Pin, hôtelier haut en couleur et de belle renommée dans la région, ayant reçu à l’époque un grand nombre de personnalités, écrivains, politiques, acteurs… pour représenter l’aubergiste Monsieur Jouve dans un chapitre de son roman «Maurin des Maures».
- Aristide Fabre, grand ami de Jean Aicard, passionné d’archéologie régionale et auteur de plusieurs ouvrages.
- Georges Clemenceau, surnommé le « Tigre » puis « Père la Victoire ». Une plaque  commémorative visible dans le hall d’accueil du restaurant atteste de ses nombreuses visites.
- Étienne Périer, réalisateur belge qui réalise plusieurs films avec les deux sociétés de productions qu’il a fondées : « Plan film » et « Les films de la Tour » utilisant le toponyme : Le Plan de la Tour et d'autres pour d’importants studios d'Hollywood (Pont vers le soleil, Zeppelin, Commando pour un homme seul…).
- L'architecte Jean-Louis Véret, membre fondateur de l'Atelier de Montrouge y possédait un terrain dans les hauteurs de la commune, sur lequel il construisit une habitation troglodyte.
- Marcel Leroux, photographe astronomique amateur, auteur d'une photographie remarquée de la comète de Halley lors de son passage près de la Terre durant l'hiver 1986[66].

### Héraldique
D'or à la tour de gueules posée sur une terrasse de sable.